# Polynema saga
Polynema saga är en stekelart som först beskrevs av Girault 1911.  Polynema saga ingår i släktet Polynema och familjen dvärgsteklar. Inga underarter finns listade i Catalogue of Life.